# La Palmyre (spot de surf)
La Palmyre est un spot de surf situé à la limite des communes des Mathes (quartier de La Palmyre) et de La Tremblade, en Charente-Maritime. Également baptisé La Coubre, il est localisé au nord du quartier de La Palmyre, à une quinzaine de kilomètres de la ville de Royan.
Le spot de La Palmyre est situé sur la côte sauvage, dans la partie occidentale de la presqu'île d'Arvert. La côte sauvage est composée d'une plage rectiligne de presque quinze kilomètres, exposée plein ouest et soumise à de violents courants nord / sud. 
Le spot de la Palmyre est un spot de beach-break / shore-break, à l'image de ceux de la côte d'Argent. On y pratique différents sports de glisse, principalement le surf, le windsurf et le skimboard. À l'instar de tous ceux de la côte sauvage, il est répertorié parmi les spots les plus dangereux de France par le magazine Surf Session.

### Articles connexes

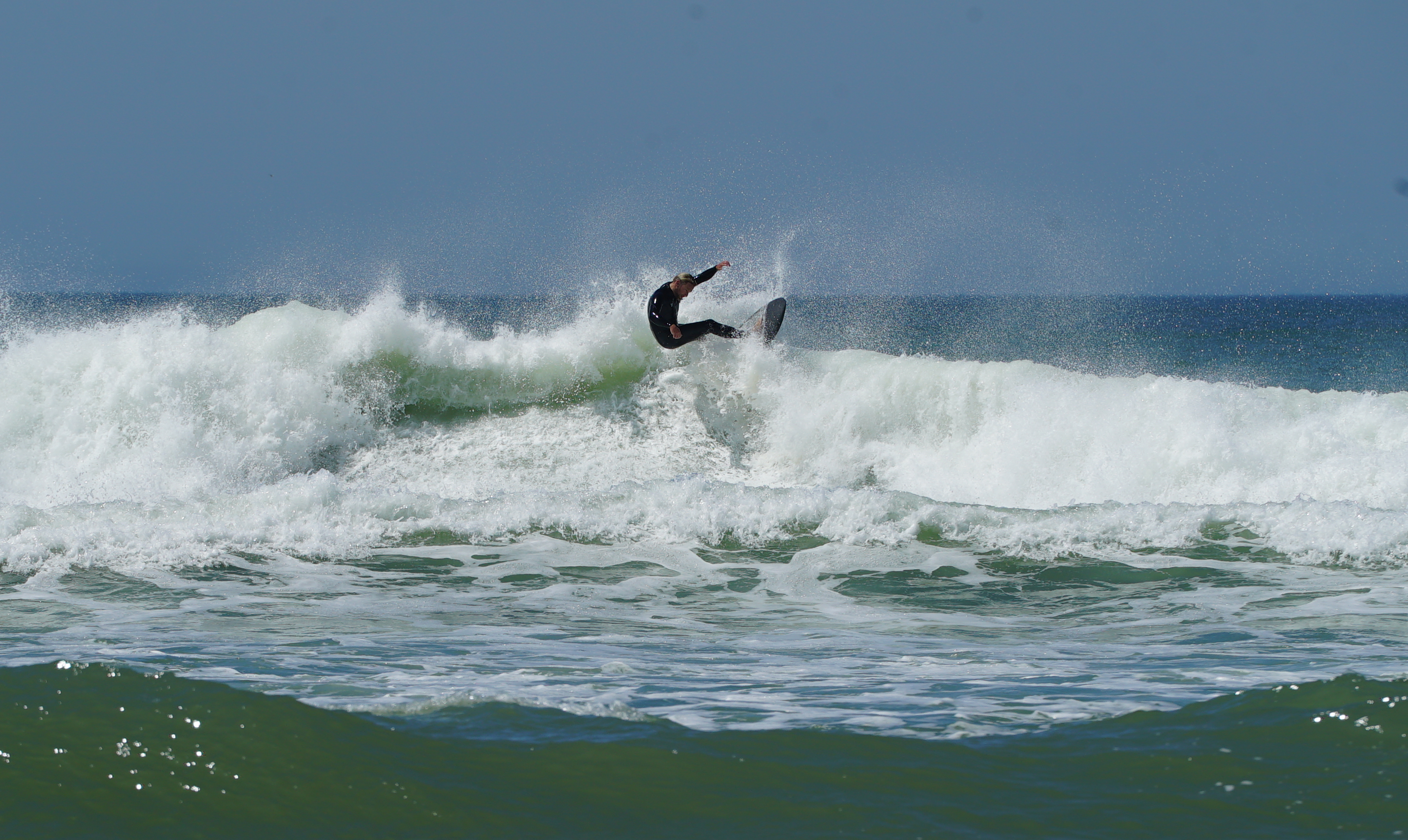
Sruf en 2021.